# Hiroshi Yoshida
Pour le peintre japonais, voir Hiroshi Yoshida (peintre).
Hiroshi Yoshida (吉田 弘, Yoshida Hiroshi, né le 11 février 1958 à Shizuoka) est un ancien joueur et aujourd'hui entraîneur de football japonais.

## Palmarès
- Meilleur buteur de la J. League : 1981, 1985
- Meilleur joueur de la J. League : 1985